# Chhutmalpur
Chhutmalpur è una suddivisione dell'India, classificata come census town, di 10.300 abitanti, situata nel distretto di Saharanpur, nello stato federato dell'Uttar Pradesh. In base al numero di abitanti la città rientra nella classe IV (da 10.000 a 19.999 persone).

## Geografia fisica
La città è situata a 30° 1' 53 N e 77° 45' 9 E e ha un'altitudine di 278 m s.l.m..

## Società

### Evoluzione demografica
Al censimento del 2001 la popolazione di Chhutmalpur assommava a 10.300 persone, delle quali 5.463 maschi e 4.837 femmine. I bambini di età inferiore o uguale ai sei anni assommavano a 1.720, dei quali 1.013 maschi e 707 femmine. Infine, coloro che erano in grado di saper almeno leggere e scrivere erano 6.840, dei quali 3.917 maschi e 2.923 femmine.